# Rossmoyne, Ohio
Rossmoyne, Ohio (енгл. Rossmoyne) насељено је место без административног статуса у америчкој савезној држави Охајо.

## Демографија
По попису из 2010. године број становника је 2.230.
| Група             | 2000.    | 2010.         |
| Белци             | 0 (0,0%) | 1.887 (84,6%) |
| Афроамериканци    | 0 (0,0%) | 197 (8,8%)    |
| Азијати           | 0 (0,0%) | 43 (1,9%)     |
| Хиспаноамериканци | 0 (0,0%) | 37 (1,7%)     |
| Укупно            | 0        | 2.230         |